# 알베르토 톰바
알베르토 톰바(이탈리아어: Alberto Tomba, 1966년 12월 19일 ~ )는 이탈리아의 알파인 스키 선수이다. 현역 시절 뛰어난 기술로 알파인 스키의 회전과 대회전 부분에서 1980년대 ~ 1990년대에 큰 활약을 펼쳐, "스키 황제"로 불릴 정도로 인기있는 선수이다. 1988년 동계 올림픽과 1992년 동계 올림픽 대회전에서 금메달을 획득했고, 월드컵에서 50차례나 우승하는 등 뛰어난 업적을 남기고 1998년 동계 올림픽에 출전한 후 은퇴했다.

## 같이 보기
- FIS 알파인 스키 월드컵
- 올림픽 이탈리아 선수단